# Klaus Weißmann
Klaus Weißmann (* 1968) ist ein deutscher Dokumentarfilmer und Regisseur für Naturfilme.

## Leben
Schon als Kind interessierte sich Weißmann für Naturfotografie und studierte später Biologie. Er ist Regisseur und Autor zahlreicher Fernsehproduktionen für Doclights, NDR, Das Erste, Arte und SWR. Seine Filme liefen z. B. auf dem Filmfestival Green Screen wurden mehrfach ausgezeichnet.

## Filme (Auswahl)
- Das Steinhuder Meer. Niedersachsens Naturoase (2005) NDR. Buch und Regie: Rolf Sziringer, Klaus Weißmann.[2]
- Die Holsteinische Schweiz – Im Reich des Seeadlers (2006) NDR. Regie und Buch: Klaus Weißmann[3]
- Vom Harz zur Nordsee – Die Rückkehr der Lachse (2009) NDR. Regie und Buch: Klaus Weißmann[4]
- Wildes Deutschland – Der Pfälzerwald (2012) Das Erste, NDR, Arte, SWR. Buch und Regie: Klaus Weißmann, Tobias Mennle, Klaus Sziringer
- Die Reise der Schneeeulen (2014) WDR. Buch und Regie: Klaus Weißmann, Dietmar Nill[5]
- Die Rückkehr der Wanderfalken (2015) Buch und Regie: Dietmar Nill, Klaus Weißmann[6]
- Die Schwäbische Alb (2015/2016)WDR, BR, SWR. Buch und Regie: Klaus Weißman[7]
- Die Rückkehr der Biber (2017/19) Das Erste, NDR, WDR, BR, SWR, Arte. Regie: Klaus Weißmann, Buch: Klaus Weißmann, Wilma Kock[8]
- Die Lübecker Bucht (2022) Regie: Wilma Kock, Klaus Weißmann, Buch: Klaus Weissmann & Wilma Kock[9]